# Steinwiesen
Steinwiesen è un comune tedesco di 3 435 abitanti, situato nel land della Baviera.
Qui nacque il politico Josef Müller (politico).